# Nymphaea stuhlmannii
Nymphaea stuhlmannii är en näckrosväxtart som först beskrevs av Adolf Engler, och fick sitt nu gällande namn av Georg August Schweinfurth och Gilg. Nymphaea stuhlmannii ingår i släktet vita näckrosor, och familjen näckrosväxter. Inga underarter finns listade i Catalogue of Life.

## Bildgalleri

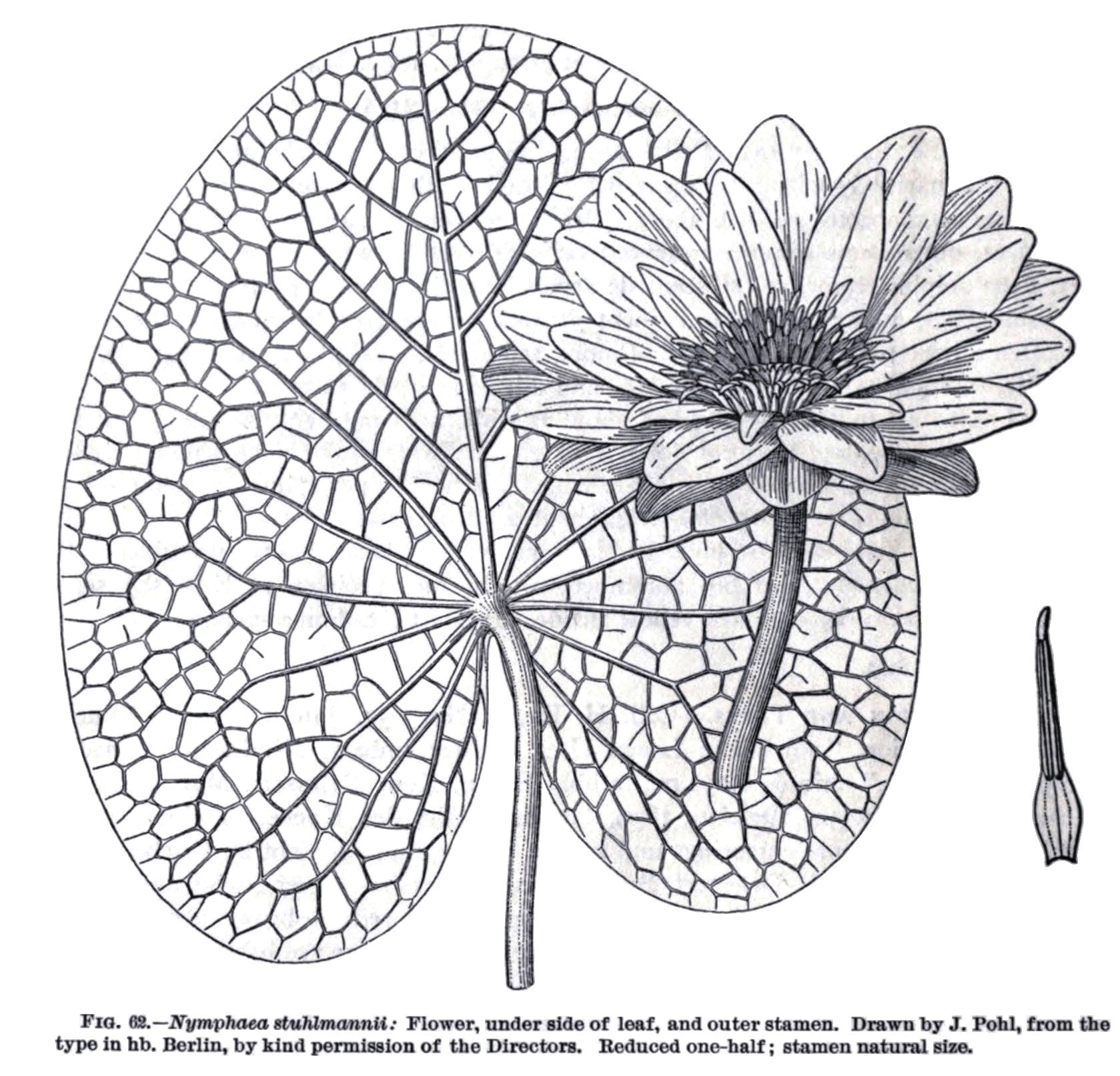